# Nils Risell
Nils Risell, född 1719 eller 1720, död 30 januari 1789 i Uppsala, var en svensk akademisekreterare, rektor och professor i svensk statsrätt.

## Biografi
Nils Risell var son till kyrkoherden i Bolstad Christopher Nicolai Risell (1687–1762) och Maria Anna Olofsdotter Kalsenia (1692–1771) samt gift med Catharina Margaretha Hallencreutz som var dotter till biskopen i Skara Engelbert Halenius (1700–1767). Paret fick tre barn. Han var bror till Jöns Risell och Olof Risellschöld.
Risell blev student vid Uppsala universitet 1735. Han disputerade där 1740 för att bli filosoie magister 1743 samt docent 1745. Han inledde 1746 en treårig utrikes studieresa. Risell var adjungerad vid Uppsala universitet 1754 och blev akademisekreterare i där 1756 och professor i svensk författningsrätt 1762 samt juris doktor 1763. Han var rektor vid Uppsala universitet 1763–1764. Hans professur drogs in 1772, men Risell fick behålla sin lön och från 15 juni 1774 fick han åter delta i fakultetens arbete, samtidigt erhöll han avsked från universitetet.